# Santa Domenica (Rossa)
Santa Domenica (toponimo italiano) è una frazione del comune svizzero di Rossa, nella regione Moesa (Canton Grigioni).

## Geografia fisica
Santa Domenica è situato in Val Calanca, lungo la Calancasca.

## Storia
Già comune autonomo istituito nel 1851, nel 1982 è stato al comune di Rossa assieme all'altro comune soppresso di Augio.

## Monumenti e luoghi d'interesse
- Chiesa cattolica di Santa Domenica, attestata dal 1414 e ricostruita nel 1664-1672 da Giovanni Serro; è una delle più rilevanti costruzioni barocche del Canton Grigioni e al suo interno conserva affreschi di Francesco Antonio Giorgioli[1];
- Cappella della Madonna Addolorata, eretta nel XVII secolo[1];
- Cappella dell'Immacolata, eretta nel XIX secolo[1].

## Società

### Evoluzione demografica
L'evoluzione demografica è riportata nella seguente tabella:
Abitanti censiti